# Andrea Viero
Andrea Viero (Marostica, 7 aprile 1964) è un dirigente d'azienda italiano.

## Biografia
Laureato in Economia Aziendale presso l'Università Commerciale Luigi Bocconi di Milano, dal 1990 è docente presso SDA Bocconi.
Dal 1992 al 1993 è visiting professor presso la New York University, dal 1995 al 2004 Professore di Economia delle Amministrazioni Pubbliche e di Sistemi Pubblici Comparati.
Svolge esclusivamente la propria attività universitaria sino al settembre 1996, quando in seguito alla chiamata da parte del Sindaco Riccardo Illy, diventa Direttore Generale del Comune di Trieste, uno tra i primi Comuni in Italia ad introdurre questa figura.
Dopo un breve passaggio presso il Comune di Milano in qualità di Direttore Centrale, nel gennaio 2004 viene nominato Direttore Generale della Regione Autonoma Friuli Venezia Giulia.
Dal maggio 2008 è Amministratore Delegato di Enìa SpA, multiutility quotata avente come territori di riferimento Reggio Emilia, Parma e Piacenza. In questa veste guida l'aggregazione con Iride SpA che darà vita il 1º luglio 2010 ad Iren SpA, la terza multiutility italiana per volumi e la più estesa dal punto di vista geografico, coprendo i territori dell'Emilia occidentale, del Piemonte e della Liguria.
Da luglio 2010 ricopre il ruolo di Direttore Generale e membro del Comitato Esecutivo di Iren SpA. È inoltre Amministratore Delegato di Iren Emilia SpA ed Iren Ambiente SpA, controllate al 100% da Iren SpA.
Tra le altre cariche ricoperte: Consigliere di Amministrazione di Edison SpA, Membro del Comitato Direttivo di Delmi SpA, Consigliere di Amministrazione di Transalpina di Energia Srl sino al perfezionamento dell'operazione di cessione di Edison ad EDF e acquisizione, con A2A, di Edipower.
È inoltre Amministratore Delegato di TRM, dopo che la società, che detiene la proprietà del Termovalorizzatore di Torino, è stata acquisita in joint venture con F2i.
Nel novembre del 2015 viene nominato Presidente del Consiglio di Amministrazione delle Fse - Ferrovie del Sud Est, e stante la grave situazione economico-finanziaria e le difficoltà di esercizio dell'attività in cui versava l'azienda, nel gennaio del 2016 (Legge di STabilità 2016 - Legge 28/12/15 N. 208, Art. 1 Comma 867) ne diventa Commissario di Governo per il risanamentohttps://www.mit.gov.it/comunicazione/news/ferrovie-sud-est-nominati-commissario-e-sub-commissari.  Secondo quanto previsto dal decreto di nomina il commissario era incaricato, tra l'altro, di predisporre e presentare entro il 1' Aprile 2016 al socio unico, il Ministero delle Infrastrutture e dei Trasporti, "una dettagliata e documentata relazione in merito allo stato finanziario e patrimoniale della società, alle cause che hanno determinato la grave situazione finanziaria, anche al fine di consentire al Ministero di valutare le condizioni per l'esercizio dell'azione di responsabilità"https://www.mit.gov.it/comunicazione/news/ferrovie-sud-est-la-relazione-del-commissario-sullo-stato-dellazienda.
Su sua proposta, con Decreto del 4 agosto 2016, n. 264 il Ministro Delrio dispone il trasferimento dell'intera partecipazione di FSE alle Ferrovie dello Statohttps://www.mit.gov.it/normativa/decreto-ministeriale-4-agosto-2016-n-264-trasferimento-dellintera-partecipazione-di. 
Nel 2016 entra il Fincantieri SpA di cui diventa Responsabile del Business Development, in questo ruolo di occupa tra l'altro dell'acquisizione dei Cantieri di Saint Nazaire e della definizione degli accordi con Naval Group e il Governo Francese per la costituzione della joint venture paritetica italo francese nel settore nalvale che porteranno alla nascita di Naviris. Nel 2020 diventa direttore della Divisione Electronic Systems and Software del gruppo Cantieristico di cui diventerà poi Amministratore Delegato al momento della sua trasformazione in SpA. 
Nel novembre 2019 diventa Presidente di INvitalia SpA.
Continua a svolgere attività di formazione con la SDA e l'Università Bocconi.